# 鹤坂站
鹤坂站（日语：／ Tsurugasaka eki */?）是位于日本青森县青森市大字鹤坂，屬於东日本旅客铁道（JR東日本）奧羽本線的鐵路車站。

## 历史
- 1929年11月15日 - 鹤坂信号场投入运营。
- 1933年1月20日 - 由信号场升级为车站，鹤坂站开业[2]。
- 1987年4月1日 - 国铁分割民营化后成为JR东日本车站。
- 1998年 - 1号轨道和2号轨道间的待避线被拆除。
- 2007年7月25日 - 站房改造。
- 2010年4月1日 - 管理站由浪冈改为弘前。
- 2023年5月27日：奧羽本線弘前～青森間可以使用「Suica」[3][4]。

## 車站結構
此站為對向式月台2面2線的地面車站。各月台之間透過跨線天橋聯絡，站房与2號月台侧各設有候車室。此站是由弘前站負責管理的無人站。

### 月台配置
| 月台 | 路線      | 方向 | 目的地           |
| ---- | --------- | ---- | ---------------- |
| 1    | ■奧羽本線 | 下行 | 青森方向         |
| 2    | ■奧羽本線 | 上行 | 弘前、東能代方向 |

## 相邻车站
东日本旅客铁道
■奥羽本线
□快速
通过
■普通
大释迦－鹤坂－津轻新城

## 外部連結
- JR東日本鶴坂站 （页面存档备份，存于）